# ألبرت عقارونوف
ألبرت عقارونوف (بالأذرية: Albert Aqarunov) (عام 1969 مدينة باكو، جمهورية أذربيجان الاشتراكية السوفيتية - علم 1992 مدينة شوشا) - البطل الوطني لأذربيجان من أصل يهودي، مشارك في حرب قرة باغ الأولى.

## سيرته الذاتية
ولد ألبرت عقارونوف في بلدة أميرجان بباكو في عائلة يهودية في 25 أبريل 1969. تخرج من الصف الثامن المدرسة الثانوية رقم 154 وواصل تعليمه في مدرسة مهنية وأصبح سائقًا ميكانيكيًا.

## مشاركته في الحرب
أدى خدمته العسكرية في جورجيا وإثناء خدمته كان قائدا للدبابات. بعد الخدمة العسكرية عاد إلى باكو وكان يعمل في مصنع لبناء الآلات. وقاتل ألبرت عقارونوف كقائد الدبابة في شوشا في الكتيبة الخاصة الرقم 777 بقيادة إلتشين ممادوف.في الدفاع عن شوشا في مايو 1992، عندما شن الأرمن هجومًا ناجحًا للاستيلاء على هذه المدينة ذات الأهمية الاستراتيجية، تم تكليف أغارونوف بالدبابة رقم 533 وشارك في الحرب مع اشتباك دبابته ضد T-72، بقيادة جاجيك أفشريان، وتعطيل T-72 خارج مدينة شوشا.
دبابته الارمنية لأفشريان الرقم 442 التي حاولت دخول شوشا في البداية وقد أصيبت من قبل دبابة الرقم 533 ألبيرت أغارونوف عندما حاولت دخول شوشا. وفي موقع الحادث، قُتِل قائد الدبابة جاجيك أفشريان، وسائق الميكانيكا أشوت أفانسيان.
وكان أغارونوف قد أطلق عليه قناص النار في معركة شوشا في 8 مايو 1992 ومات في ميدان القتال.
بعد وفاته حصل ألبرت عقارونوف على اللقب «البطل الوطني لأذربيجان» وبأمر من رئيس جمهورية أذربيجان والقائد الأعلى للقوات المسلحة لأذربيجان إلهام علييف.

## تكريمه
يحمل اسمه المدرسة رقم 153 التي تخرج منها وشارع في مقاطعة ناريمانوف.
في 2017، تم تركيب اللوحة التذكارية في منزل ألبرت عقارونوف في بلدة أميرجان في مقاطعة سوراخاني.
يحمل أحد الشوارع في القصبة القرمزية اسم ألبرت عقارونوف، وتم تركيب اللوحة التذكارية تكريمًا للبطل الوطنيعلى جدار أحد المباني في الشارع.
وفي 15 نوفمير عام 2019 دشن تمثاله التذكرية ألبرت عقارونوف في مقاطعة نريمانوف. مؤلفان التمثال هما راحيب قراييف وزاميق رضاييف. وقد تم تنفيذ المشروع بقيادة عمر إلداروف.